# Cnephasia orientana
Cnephasia orientana is een vlinder uit de familie bladrollers (Tortricidae). De wetenschappelijke naam is voor het eerst geldig gepubliceerd in 1876 door Alpheraky.
De soort komt voor in Europa.